# زوجة رجل آخر وزوج تحت السرير
زوجة رجل آخر وزوج تحت السرير (بالروسية: Чужая жена и муж под кроватью) قصة قصيرة من تأليف الكاتب الروسي فيودور دوستويفسكي. نُشِرت القصة للمرة الأولى في عام 1848، وهي في الأصل قصتين منفصلتين، الأولى مُسَمَّاة «زوج رجل آخر» والأخرى «زوج غيور»، نُشِرت القصتان بشكلٍ منفصل في عام 1848 في مجلة «مذكِّرات الوطن» (Отечественные записки). وفي أثناء الإعداد لمجموعة الأعمال الكاملة الخاصة بدوستويفسكي عام 1859، قام دوستويفسكي بجمع القصتين في قصة واحدة تحت عنوان جديد «زوجة رجل آخر وزوج تحت السرير»، لم يُغيِّر دوستويفسكي كثيراً في القصة الأولى «زوج رجل آخر»، سوى بضعة سطور فقط، أمَّا القصة الثانية «زوج غيور» فقد أعاد المؤلِّف كتابة أجزاء كبيرة منها، كما قام بتغيير عنوانها. في القصة استعمل دوستويفسكي بعض من تقنيات الفودفيل، نوع من المسرحيات، خاصة فيما يتعلَّق بالحوارات والتلاعب اللفظي. ويبدو أنَّ دوستويفسكي وضع عنوان القصة ليكون مشابهاً لعنواين مسرحيات الفودفيل، على سبيل المثال مسرحية فيودور كوني «الزوج في النار بينما الزوجة في زيارة». استخدم دوستويفسكي هذه الأسلوب لاحقاً في أعماله المستقبلية، مثل: «حلم العم»، وكذلك في «الزوج الأبدي»، ولكن مصحوباً بتفسير نفسي عميق، على النقيض من مسرحيات الفودفيل الشعبية البسيطة.

## وصلات خارجية
- زوجة رجل آخر وزوج تحت السرير (Чужая жена и муж под кроватью)، النص الأصلي بالروسية على موقع "fedordostoevsky.ru".
- زوجة رجل آخر وزوج تحت السرير (Чужая жена и муж под кроватью)، النص الأصلي بالروسية على موقع "lib.ru".
- زوجة رجل آخر وزوج تحت السرير (Чужая жена и муж под кроватью)، النص الأصلي بالروسية على موقع "rvb.ru".